# Ágatha Ruiz de la Prada

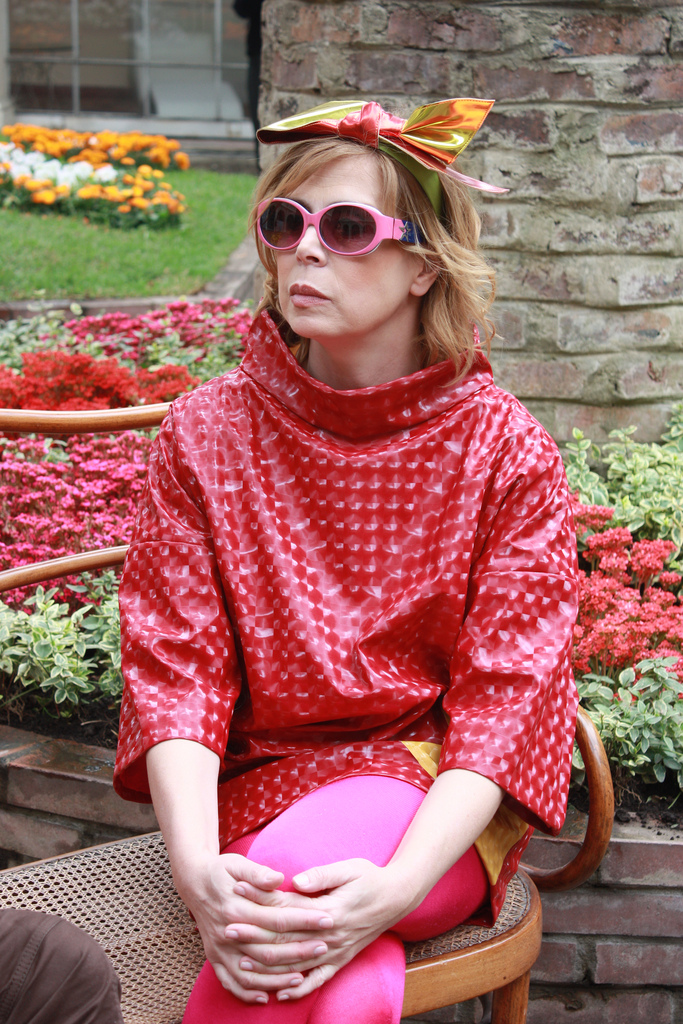
Ágatha Ruiz de la Prada (2010).

Ágatha Ruiz de la Prada y Sentmenat (* Madrid, 22. Juli 1960) ist eine spanische Modedesignerin und Unternehmerin. Sie ist die 18. Markgräfin von Castelldosríus, Grande von Spanien und 29. Baronin von Santa Pau.

## Leben
Ágatha Ruiz de la Prada brachte sich in den Jahren des gesellschaftlichen Wandels der Transición nach dem Ende der Franco-Diktatur in die Jugend- und Kulturbewegung Movida madrileña ein, mit der ihr Name verbunden bleibt.